# Џони је кренуо у рат
Џони је кренуо у рат (енгл. Johnny Got His Gun) је антиратни роман америчког романсијера и филмског сценаристе Далтона Трамба из 1939. године. Неки критичари сматрају да је Трамбо написао роман под јаким утицајем совјетске литературе, поготово књиге Константина Федина Градови и године (1924), а као доказ наводе чињеницу да у Трамбовом роману име неколико страница готово идентичних оним у Фединовој књизи.

## Дело
Џони је кренуо у рат прати причу Џона Бонама, пешадинца у америчкој војсци за време Првог светског рата, који је осакаћен у борби. Џони је преживео експлозију али је изгубио обе руке и ноге, очи, нос, уши и уста па је остао непомичан, глувонем и слеп.
Тако осакаћен, Џони је имао велике психолошке проблеме и није могао да разликује сан од јаве. У више наврата покушавао је себи да одузме живот окрећући се на стомак да би савио и прекинуо цев кроз коју је текла инфузија и која га је одржавала у животу. Пошто у томе није успео, живео је од сећања. Након неког времена успео је помоћу сунца и уз помоћ медицинских сестара да установи доба дана, па је почео да броји секунде, минуте, сате, дане па чак и године. Тек после неколико година успео је да успостави контакт са неком особом (једним лекаром) тако што је једна медицинска сестра схватила да је Џонијево упорно лупање главом о јастук заправо његово покушај комуникације Морзеовом азбуком.
Овај роман био је врло популаран међу војницима на првим линијама фронта у Другом светском рату, а касније и међу војницима у Вијетнамском рату.

## Културни утицаји
Године 1940. снимљена је радио верзија овог романа, а 1971. и играни филм. Хеви метал састав Металика снимио је 1988. песму Један (енгл. One инспирисану овим романом.
Југословенска група Пилоти је снимила песму под истоименим називом.